# Москва (универмаг)
Универмаг «Москва» — торговый центр и универсальный магазин в Гагаринском районе города Москвы, расположенный по адресу Ленинский проспект, дом 54. «Москва» открылся в 1963 году как экспериментальный универмаг, где западные технологии розничной торговли внедрялись и адаптировались под советского потребителя. В начале 1990-х универмаг был приватизирован, а в 2000-х стал предметом спора хозяйствующих субъектов, который привёл к банкротству. В 2014—2015 годах у здания появился новый владелец, который рассматривал возможность сноса «Москвы» для строительства современного торгового центра.

## История

### СССР
Концепция универмага нового типа сложилась в 1950-х годах, когда советским руководством овладела идея догнать и перегнать Соединённые Штаты. Впервые новые принципы советской розничной торговли были представлены общественности в киноленте 1955 года «За витриной универмага». Фильм был снят в павильонах «Мосфильма», поскольку на тот момент подобных магазинов в СССР не было. Строительство началось в 1958 году по проекту архитекторов Ю. Пересветова, Л. Ляхова, О. Сергеевой и Б. Соболевского и инженеров А. Рытова и И. Третьякова. Авторский коллектив обратился к конструктивистским идеям 1920-х годов, заложенным братьями-архитекторами Весниными в проект Краснопресненского Мосторга, и дополнили их наработками конца 1950-х — начала 1960-х годов. Завершение строительства было запланировано на 1959 год, но случилось намного позднее — в апреле 1963 года
«Москва» стала экспериментальным универмагом, где западные технологии розничной торговли адаптировались к советскому потребителю. В «Москве» использовались современные импортные кассовые аппараты, лёгкие передвижные прилавки, работали бюро обслуживания и заказа товаров на дом, мастерская по ремонту и переделке одежды, камера хранения, кафетерий и парикмахерская. В противовес привычной модели обслуживания, когда покупатель выстаивал очереди за товарным чеком, оплатой и товаром, в «Москве» гастроном и непродовольственные отделы работали по принципу самообслуживания. Новшествами стали оповещения о новых товарах по внутреннему радио и система телевизионной справки: на этажах были установлены специальные телевизоры, по нажатию на кнопки которых покупатель мог получить информацию о соответствующих товарах, услугах и расположении отделов. «Москва» также стала первым универмагом с собственным демонстрационным залом на 160 человек с подиумом для показов мод. Многие опробованные в «Москве» наработки впоследствии внедрялись в ГУМе, ЦУМе и «Детском мире».
Универмаг «Москва» должен был воплощать новые принципы советской розничной торговли: уважение к покупателю, вежливость без угодливости, внимание к индивидуальным запросам, борьбу за качество товара. Отдельное внимание уделялось обучению и обеспечению сотрудников универмага. На базе «Москвы» работал информационно-учебный центр повышения квалификации, где преподавали теорию обслуживания, этикет, товароведение и другие дисциплины. По соседству в задней части универмага располагались вечерние курсы престижных торговых вузов — Института народного хозяйства имени Г. В. Плеханова и Всесоюзного заочного института советской торговли, студенты которых также проходили практику в универмаге. Для персонала «Москвы» были предусмотрены столовая, библиотека, медпункт и собственное ателье.

### Россия

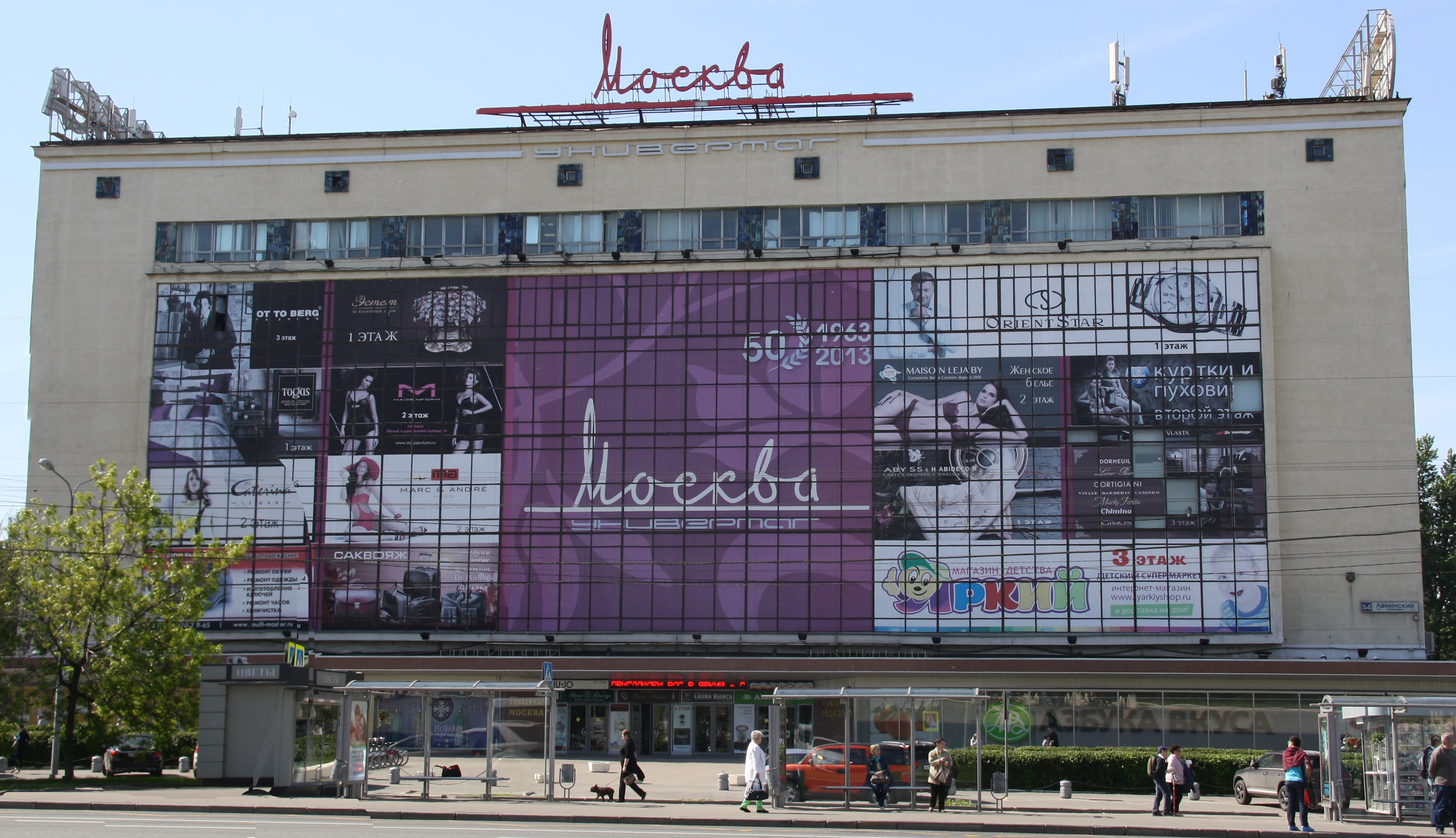
Фасад до снятия рекламы (2015)

В 1992 году универмаг «Москва» был приватизирован и преобразован в закрытое акционерное общество, затем в 1996 — в открытое акционерное общество. В 2003 году здание прошло реконструкцию с заменой торгового и осветительного оборудования, систем кондиционирования и пожарной безопасности. В том же году «Москва» попала в сферу интересов рейдеров Владимира Палихаты и Григория Рабиновича, которые скупили контрольный пакет акций универмага. Палихата продал акции Рабиновичу, а тот развязал многолетний акционерный конфликт, вылившийся в 80-томное уголовное дело, включающее эпизоды незаконной дополнительной эмиссии акций, мошеннические сделки, убийство руководителя юридической службы и покушение на убийство другого юриста. Спор хозяйствующих субъектов привёл к банкротству «Москвы» в 2010 году. Вскоре Палихата выкупил его вместе с долгами, а в 2014—2015 годах продал строительной компании Optima Development. 
Весной 2015 года связанный с новым владельцем девелопер Praktika Development сообщил о планах строительства современного торгового центра, для которого исторический универмаг планировалось снести как непригодный для реконструкции. Заявления компании вызвали опасения местных жителей, которые начали сбор подписей против сноса. В декабре 2015 года президент Optima Development открестился от заявлений девелопера и заявил, что сообщения СМИ о возможном сносе не соответствуют действительности.

## Архитектура
Архитектурное решение универмага «Москва» отсылает к проекту братьев Весниных 1920-х годов, но первоначальные варианты здания универмага включали и классический развитый карниз с аттиком (впоследствии исключённый из проекта), и стилизованную под рукописное начертание вывеску на фасаде (перенесена на крышу). Заимствованный из проекта Краснопресненского Мосторга экран-витрина был разделён внешним каркасом и потерял лёгкость и изящество. Здание оказалось больше похоже на фабричную постройку, чем традиционный универсальный магазин, но гармонично вписалось в ансамбль Гагаринского района. Этажи универмага были решены едиными пространствами без перегородок и соединены лестницами, эскалаторами и лифтами. Освещение было встроено в подвесной потолок, а цветовая гамма интерьеров была подчёркнуто нейтральной, чтобы акцентировать внимание на товарах.